# Sisyrinchium anadenicum
Sisyrinchium anadenicum är en irisväxtart som beskrevs av Pierfelice Ravenna. Sisyrinchium anadenicum ingår i släktet gräsliljor, och familjen irisväxter. Inga underarter finns listade i Catalogue of Life.